# Michael Neumeier
Michael Neumeier (* 31. August 1880; † 4. Dezember 1962) war ein deutscher Bürgermeister.

## Werdegang
Neumeier war von Beruf Steuerhelfer. Von 1948 bis 1952 war er Bürgermeister der oberbayerischen Stadt Fürstenfeldbruck.